# Terinos tiomanensis
Terinos tiomanensis är en fjärilsart som beskrevs av John Nevill Eliot 1978. Terinos tiomanensis ingår i släktet Terinos och familjen praktfjärilar. Inga underarter finns listade i Catalogue of Life.